# Mamianiella coryli
Mamianiella coryli är en svampart som först beskrevs av August Johann Georg Karl Batsch, och fick sitt nu gällande namn av Franz Xaver von Höhnel 1918. Enligt Catalogue of Life ingår Mamianiella coryli i släktet Mamianiella, ordningen Diaporthales, klassen Sordariomycetes, divisionen sporsäcksvampar och riket svampar, men enligt Dyntaxa är tillhörigheten istället släktet Mamianiella, familjen Gnomoniaceae, ordningen Diaporthales, klassen Sordariomycetes, divisionen sporsäcksvampar och riket svampar. Arten är reproducerande i Sverige. Inga underarter finns listade i Catalogue of Life.